# Манорхејвен (Њујорк)
Манорхејвен (енгл. Manorhaven) град је у америчкој савезној држави Њујорк.

## Демографија
По попису из 2010. године број становника је 6.556, што је 418 (6,8%) становника више него 2000. године.
| Група             | 2000.         | 2010.         |
| Белци             | 3.903 (63,6%) | 3.447 (52,6%) |
| Афроамериканци    | 80 (1,3%)     | 94 (1,4%)     |
| Азијати           | 821 (13,4%)   | 1.158 (17,7%) |
| Хиспаноамериканци | 1.197 (19,5%) | 1.775 (27,1%) |
| Укупно            | 6.138         | 6.556         |